# Стеван Феди
Стеван Феди (Котор, 2. септембар 1986) поп и рок је певач из Котора.

## Биографија
Стеван је најпознатији по својим успешним фестивалским наступима, укључујући и победе на Монтевизији 2006. и Монтенегросонгу 2007. Представљаће Црну Гору на Песми Евровизије 2007. у Хелсинкију.
Као ученик которске средње музичке школе, Феди је постао фронтмен тиватског поп-рок састава „Рејн догз“ (енгл. Rain Dogs). Упоредо са овим, почиње са писањем и компоновањем песама за друге црногорске извођаче Медијску пажњу привукао је 2003. године победом на финалној вечери телевизијског серијала Интро караоке, те убрзо потом освајањем „Сребрне сирене“ (другог места) на „Вечери нових звијезда“ херцегновског фестивала Сунчане скале 2003. са песмом „Последња обала“, међутим Стеван и његови промотери из Ин телевизије нису били сасвим задовољни овим пласманом. На Монтефону 2003, Стеван Феди је проглашен за музичко откриће године
Након овога уследила ја пауза те први „концерт за пријатеље“ у Котору (у ексклузивном локалу „Цезар"). Са баладом „Утјеха“ 2005. године је освојио друго место на Монтевизији и четврто на Европесми-Еуропјесми.
На Монтевизији 2006. године, Стеван Феди је заузео прво место (по 12 поена од седам (од осам) чланова жирија и 10 гласовима публике) са песмом „Ципеле“ Александра Саше Филиповића на текст Јелене Галонић, оставивиши за собом прошлогодишње победнике Но нејм. Међутим, на Европесми-Еуропјесми у Београду, црногорски чланови жирија су потпуно другачијег мишљења и све четворо дају по 12 поена Но нејму и по 10 поена Федију, те Феди по броју поена заузима треће место. У јавним наступима након спора који је избио после скандалозно подељеног и пристрасног гласања жирија (и окончао повлачењем Србије и Црне Горе са Песме Евровизије 2006.), Феди је безрезервно стајао на страни састава Но нејм. Неколико месеци касније, Марко Перић, фронтмен Но нејма, напушта групу и придружује се пратећем саставу Стевана Федија .
Феди је победио на Монтенегросонгу 2007. са песмом „Ајде крочи“ Славена Кнезовића на текст Милана-Миње Перића, који су писали и „Заувијек моја“, песму-представницу СЦГ 2005. Освојио је 4.747 гласова, према 2.842 за другопласираног Стефана Филиповића.
Стеван се повукао са Сунчаних скала 2004, а 2005. је певао своју песму Молићу анђеле и освојио шесто место.